# All Souls College

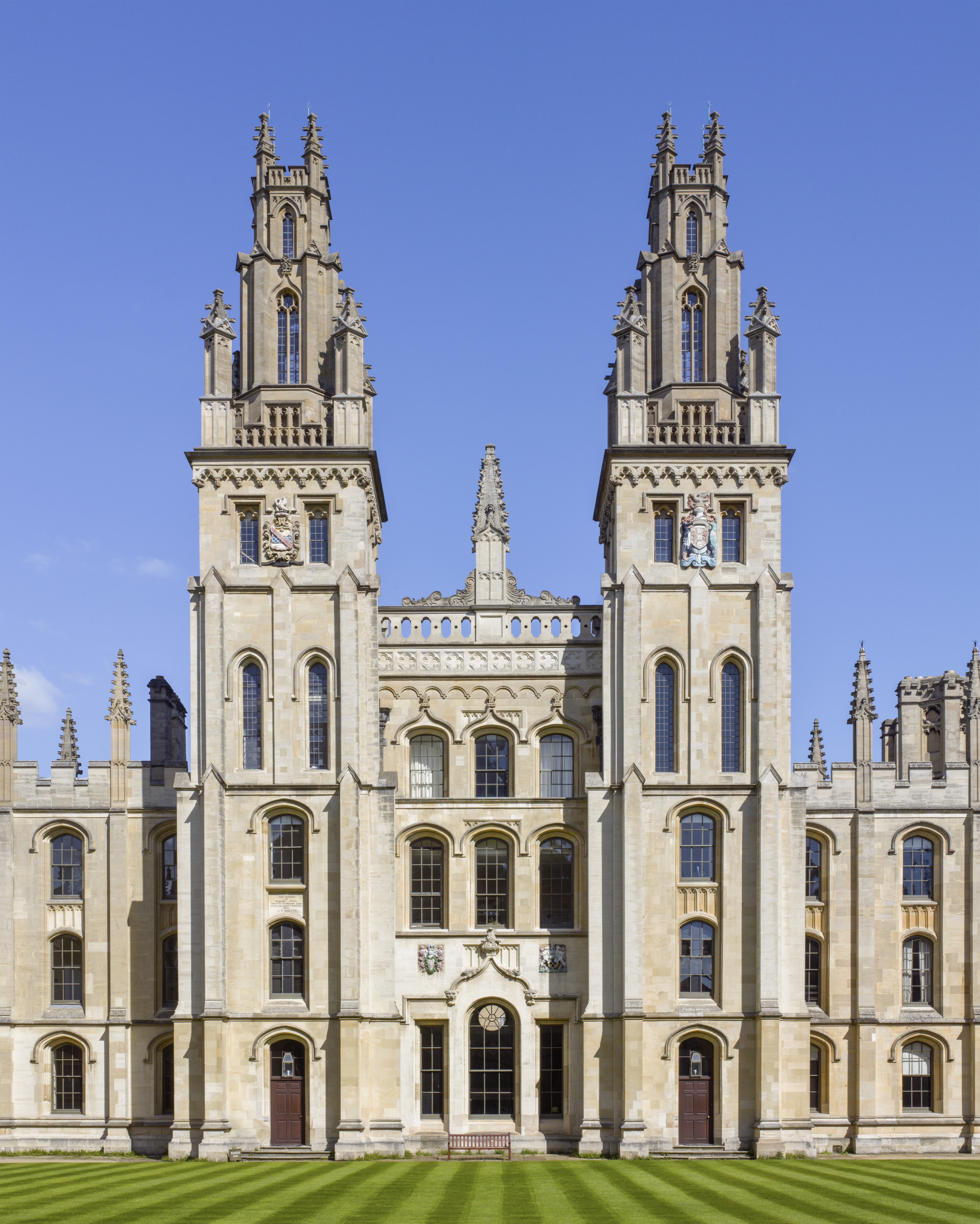
All Souls College.

All Souls College é uma faculdade constituinte da Universidade de Oxford, Inglaterra, Reino Unido. Todos os seus membros se tornam automaticamente bolsistas. Não há membros de graduação, mas todos os anos estudantes de pós-graduação e são elegíveis para candidatar-se a bolsas de exame através de um concurso (uma vez descrito como "o exame mais difícil do mundo") e, para os vários selecionados após os exames, uma entrevista.
O All Souls é uma das faculdades mais ricas de Oxford, com uma dotação financeira de 286,4 milhões de libras esterlinas (2014). No entanto, uma vez que a principal fonte de receita da faculdade são doações, ela só ocupa o 19.º lugar entre as faculdades de Oxford em relação à renda total. O All Souls é uma entidade filantrópica registrada de acordo com a lei inglesa.